# Rue de la Concertation
La rue de la Concertation est une voie du 18e arrondissement de Paris située dans le quartier de la Chapelle.

## Situation et accès
Elle commence au rue Pierre-Mauroy et finit au rue des Cheminots. 
La rue est desservie par la ligne 12 à la station Porte de la Chapelle, ainsi que la ligne 3b du tramway d'Île-de-France.

## Origine du nom

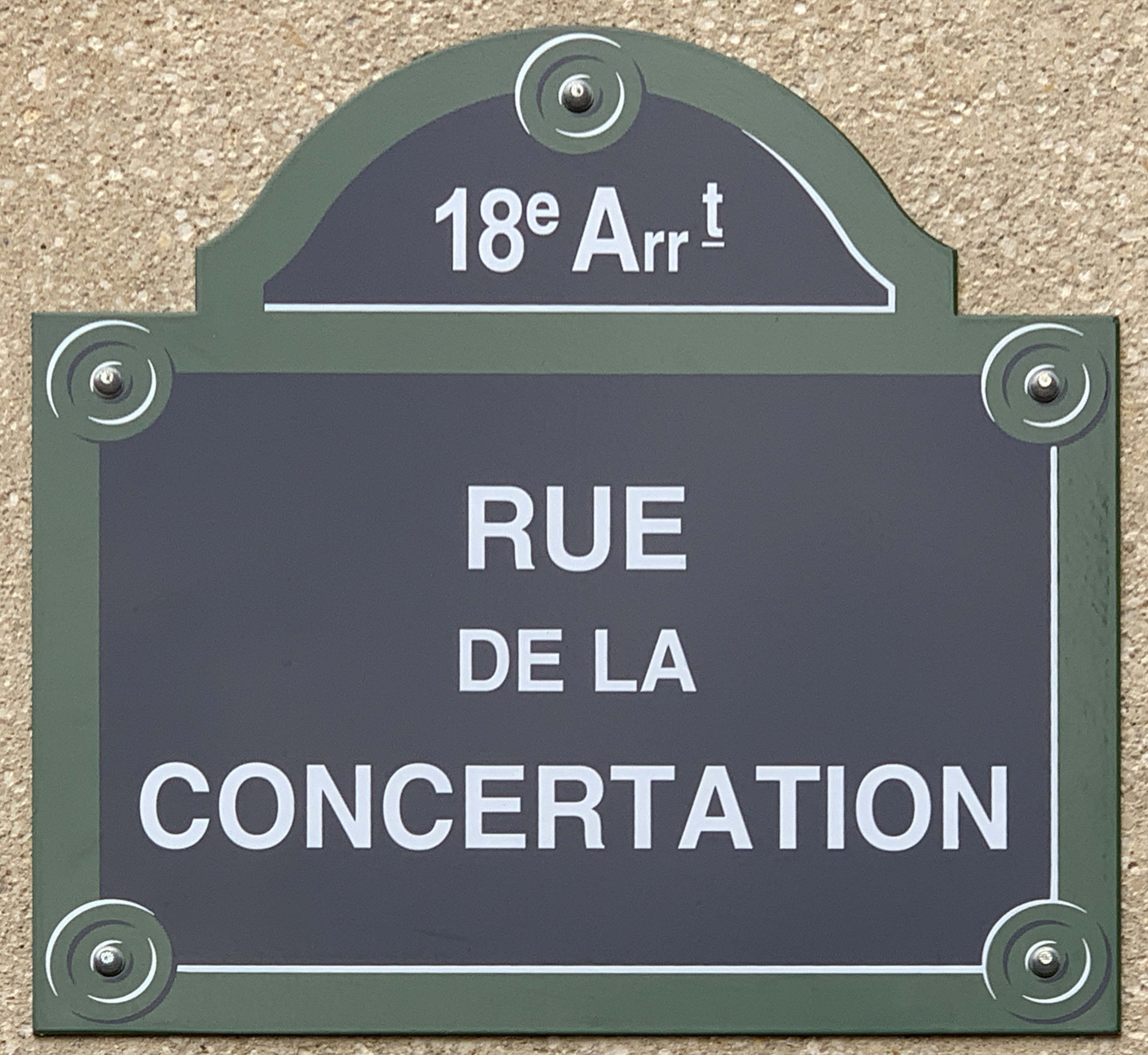
Plaque de la rue.

## Historique
La voie a été nommée sous le nom provisoire de « voie CT/18 », avant de prendre sa dénomination actuelle au Conseil du 18e arrondissement et du Conseil de Paris, officielle depuis 2019.

## Bâtiments remarquables et lieux de mémoire
- Le quartier de Chapelle international
- Le parc Chapelle-Charbon
- La rue Pierre-Mauroy
- La rue Eva-Kotchever
- La rue des Cheminots
- Le square du 21-Avril-1944
- Le boulevard Ney